# Luba Golowina
Luba Golowina (gruz. ლუბა გოლოვინა; ur. 20 kwietnia 1990 r. w Tbilisi) – gruzińska gimnastyczka startująca w skokach na trampolinie, srebrna medalistka igrzysk europejskich. Uczestniczyła na trzech igrzyskach olimpijskich.

## Igrzyska olimpijskie
W 2008 roku na igrzyskach olimpijskich w Pekinie zajęła szóste miejsce, tracąc do podium 0,8 punktu. Cztery lata później w Londynie była przedostatnia, siódma w finale. W 2016 roku w Rio de Janeiro ponownie zajęła siódmą pozycję, tracąc na będącej na trzecim miejscu Chinki Li Dan 4,875 punktu.
| Rok  | Igrzyska            | Konkurencja        | Kwalifikacje | Kwalifikacje | Finał  | Finał   |
| Rok  | Igrzyska            | Konkurencja        | Wynik        | Pozycja      | Wynik  | Pozycja |
| ---- | ------------------- | ------------------ | ------------ | ------------ | ------ | ------- |
| 2008 | Pekin 2008          | Skoki indywidualne | 64,900       | 5. Q         | 36,100 | 6.      |
| 2012 | Londyn 2012         | Skoki indywidualne | 101,740      | 6. Q         | 52,925 | 7.      |
| 2016 | Rio de Janeiro 2016 | Skoki indywidualne | 98,285       | 8. Q         | 51,010 | 7.      |